# Nieveranst
Nieveranst was een Belgisch productiehuis uit Leuven dat naast het maken van bedrijfsfilms ook verantwoordelijk was voor enkele reportages voor Panorama en Koppen, en de Eén-docureeks Buitengewoon. Het bedrijf werd in 2013 opgericht door Tim De Ridder, Peter Heymans en Jo Vandevenne. In 2018 werd het bedrijf ontbonden omdat de drie programmamakers hun eigen weg wilden gaan, maar sloten een toekomstige samenwerking niet uit.

## Filmografie

### Televisieproducties
| Jaar      | Titel              | Televisiezender |
| --------- | ------------------ | --------------- |
| 2014      | Brussels by night  | TV Brussel      |
| 2014      | Leuven by night    | ROB-tv          |
| 2014      | Buitengewoon       | Eén             |
| 2015      | De brouwers        | ROB-tv          |
| 2015      | De nieuwe start    | ROB-tv          |
| 2016      | Op eigen benen     | ROB-tv          |
| 2016      | Uit eigen grond    | ROB-tv          |
| 2016      | DNA van Leuven     | ROB-tv          |
| 2016-2017 | De bollebozen      | ROB-tv          |
| 2017      | Helden van de zorg | ROB-tv          |
| 2017      | Leuven 2030        | ROB-tv          |

### Reportages
| Jaar | Titel                     | Televisieprogramma |
| ---- | ------------------------- | ------------------ |
| 2013 | Jong en op de vlucht      | Panorama           |
| 2015 | Tsjechië anti vluchteling | Koppen             |
| 2016 | Partnergeweld             | Koppen             |
| 2016 | Wil jij mijn buddy zijn?  | Panorama           |

### Rubrieken
| Jaar | Titel        | Televisieprogramma |
| ---- | ------------ | ------------------ |
| 2016 | Het sprookje | Iedereen beroemd   |
| 2017 | Voor altijd  | Iedereen beroemd   |